# Villers-Faucon Communal Cemetery and Extension
Les  Villers-Faucon Communal Cemetery et   Villers-Faucon Communal Cemetery Extension sont deux cimetières militaires contigus de la Première Guerre mondiale situés  sur le territoire de la commune de Villers-Faucon, dans le département de la Somme, au nord-est d'Amiens.

## Localisation
Ces cimetières, qui jouxtent le cimetière communal, sont situés  sur la D 72, à la sortie nord-ouest du village. 

## Histoire

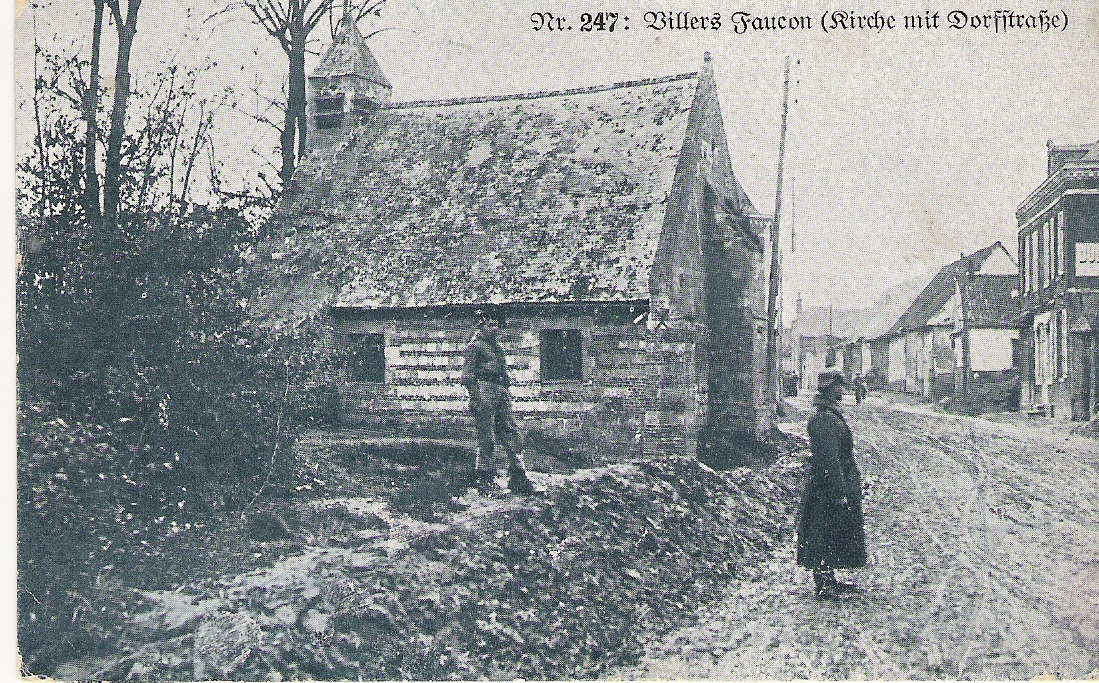
Carte postale allemande du village en 1917.

Occupé par l'armée allemande depuis le début de la guerre, Villers-Faucon est capturé par la 5e division de cavalerie britannique le 27 mars 1917.  Perdu à nouveau le 22 mars 1918 lors de  la Bataille du Kaiser, le secteur sera définitivement libéré  par le IIIe corps le 7 septembre 1918.

Ce cimetière a été commencé par la 42e division (East Lancashire) pour inhumer les soldats tombés dans le secteur de février à août 1917.
 
L'extension attenante a été commencée en avril 1917 jusqu'en mars 1918. Elle a ensuite été utilisée par les Allemands pour inhumer leurs soldats puis les inhumations   du Commonwealth ont repris en septembre et octobre 1918.

Ces cimetières comportent les tombes de 686 soldats du Commonwealth  et 157 Allemands.

## Caractéristiques
Ces cimetières ont un plan rectangulaire de 40 m sur 30 pour l'un et de 60 m sur 15 pour l'autre.
Il est entouré d'une haie d'arbustes.
Ce cimetière a été conçu par Sir Herbert Baker.

## Sépultures
| Pays               | Sépultures |
| ------------------ | ---------- |
| Royaume-Uni        | 662        |
| Australie          | 10         |
| Nouvelle-Zélande   | 2          |
| Afrique du Sud     | 1          |
| Indes britanniques | 11         |
| Allemagne          | 157        |
| Total              | 843        |

## Galerie

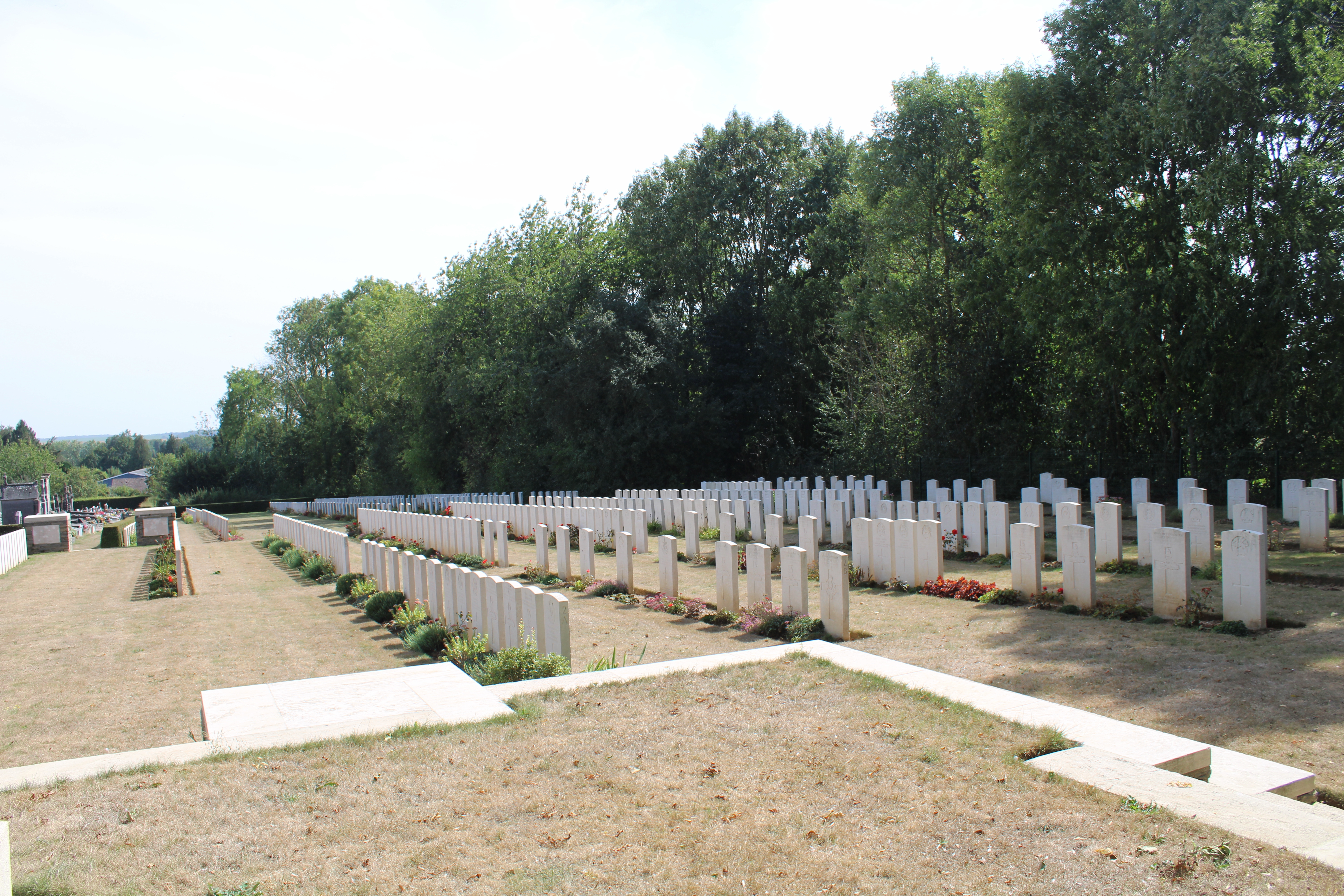
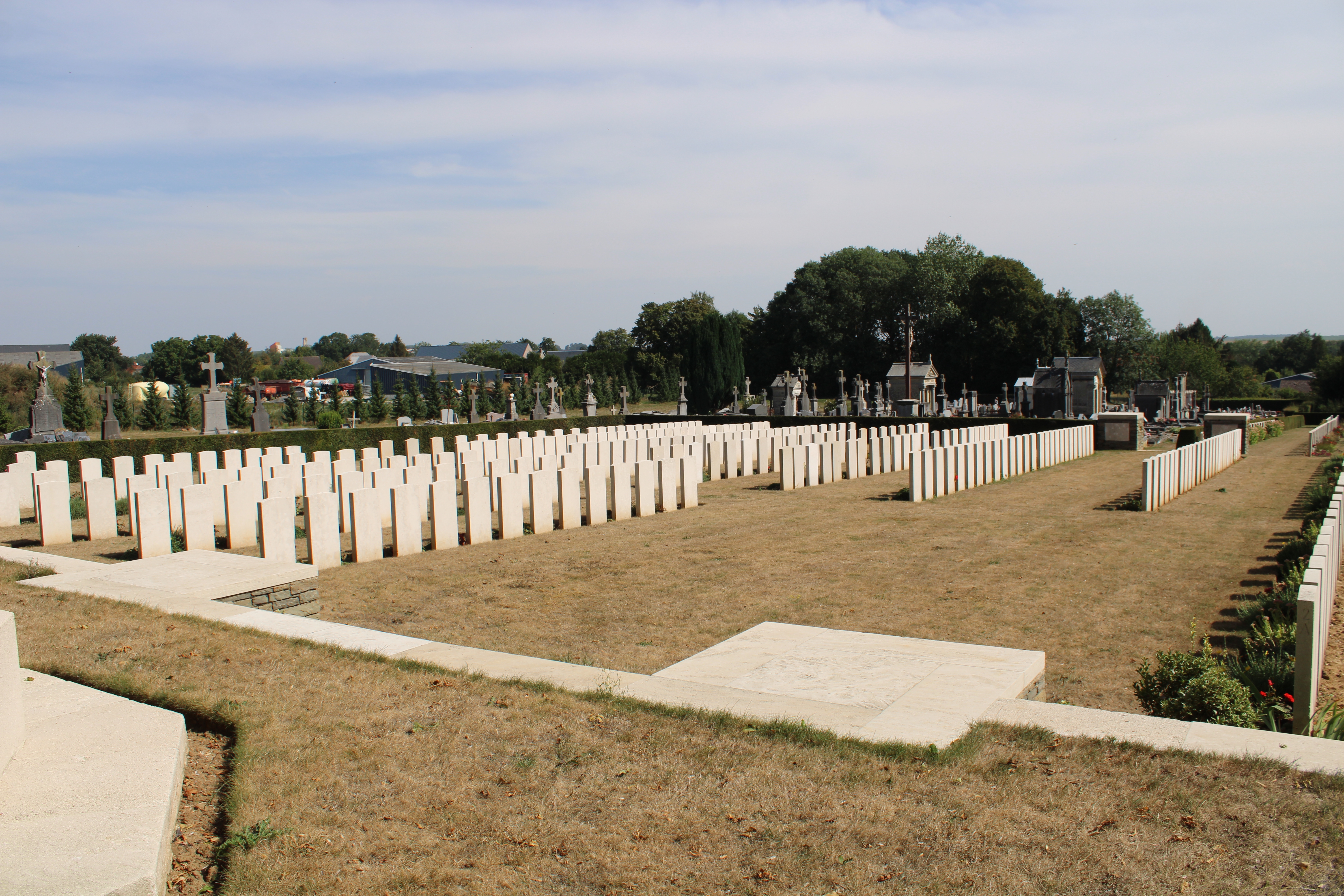
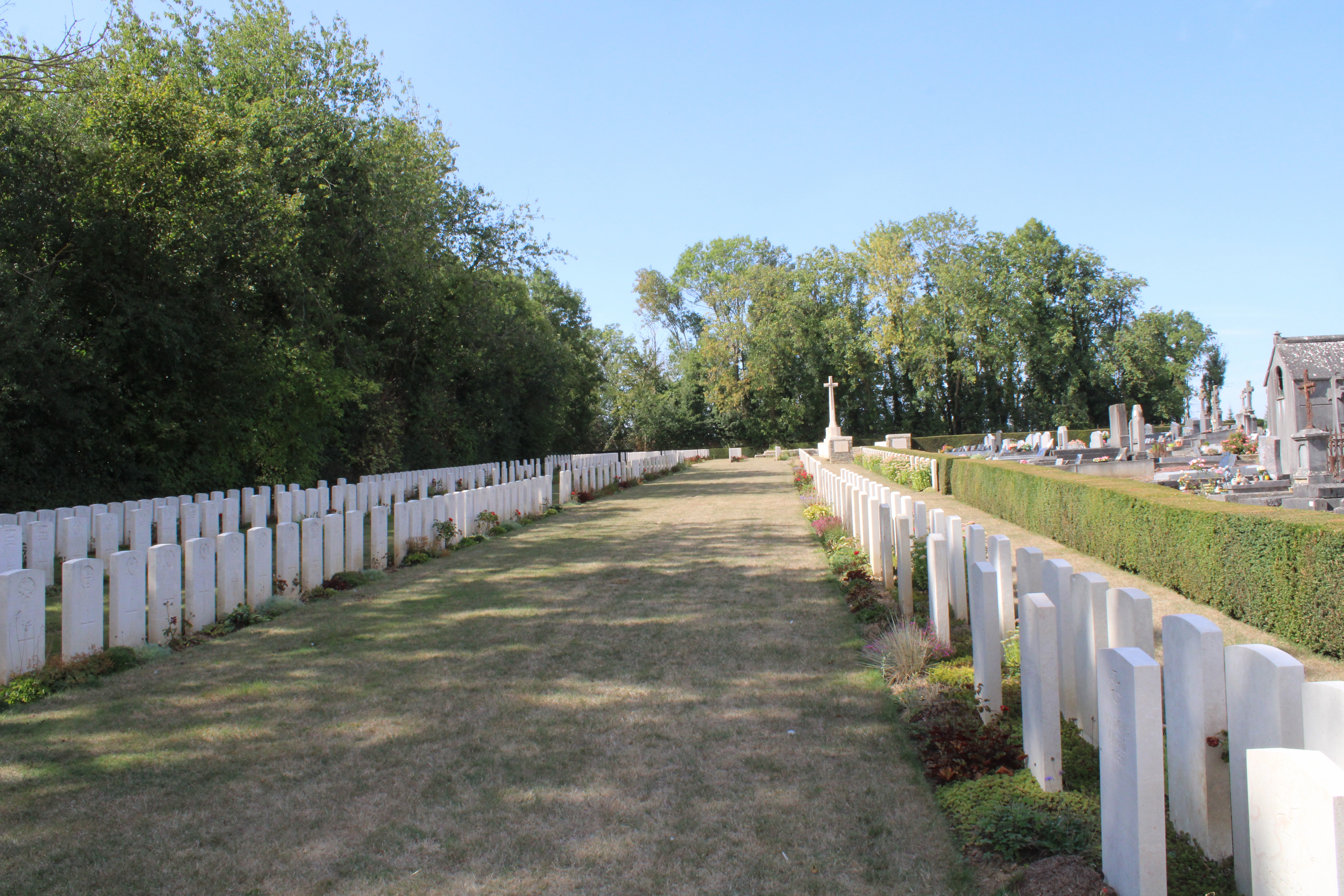
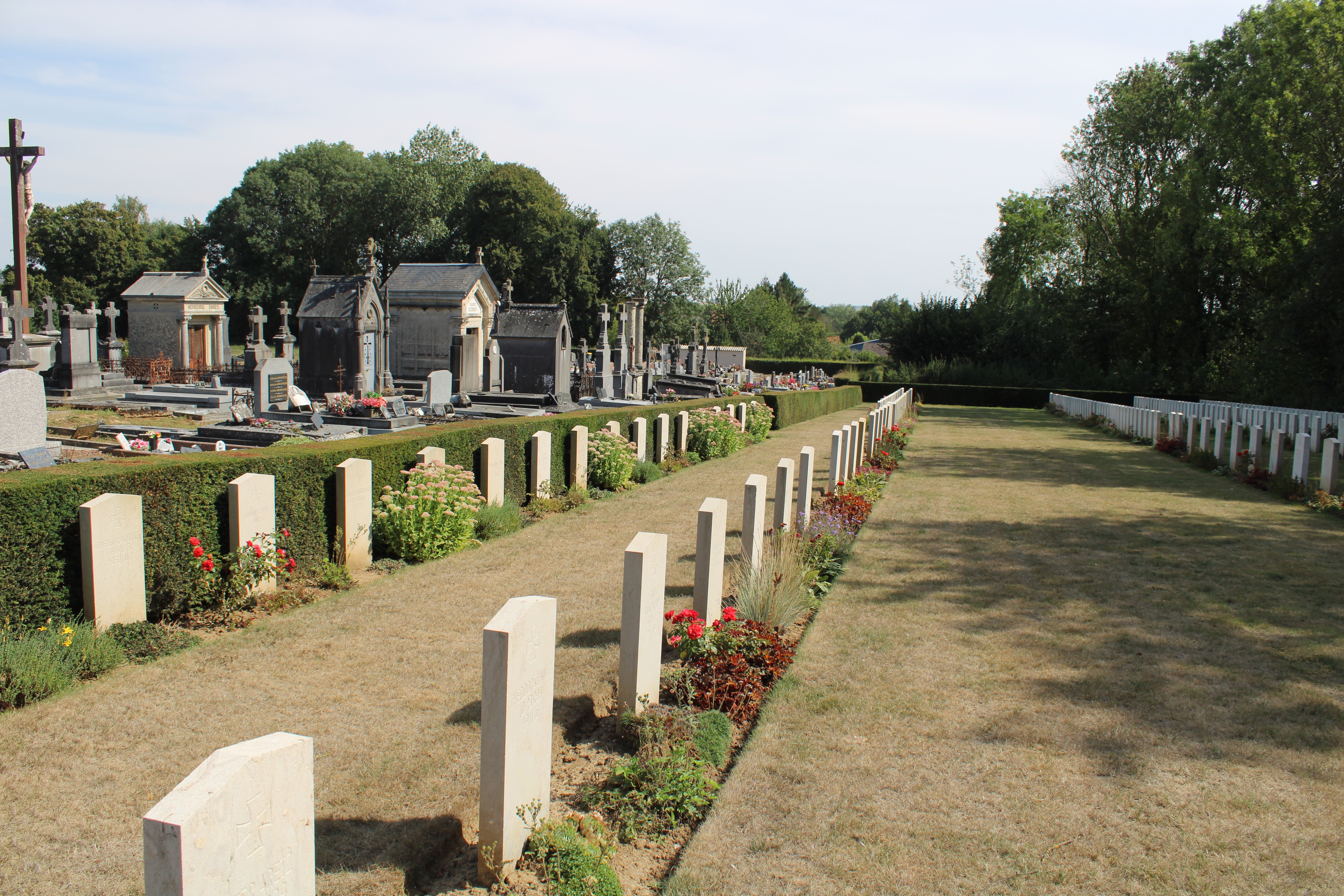
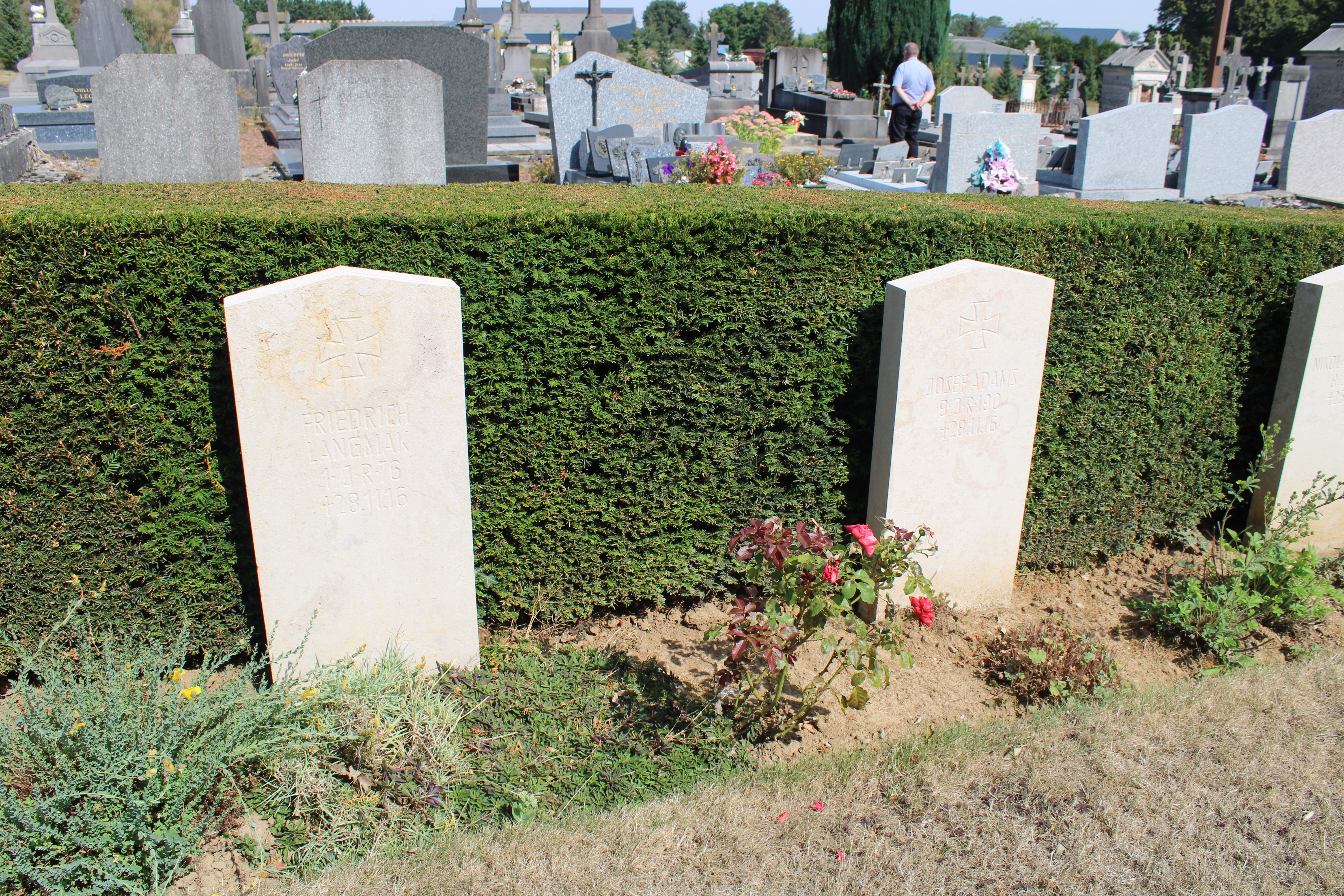
Tombes de deux soldats allemands.
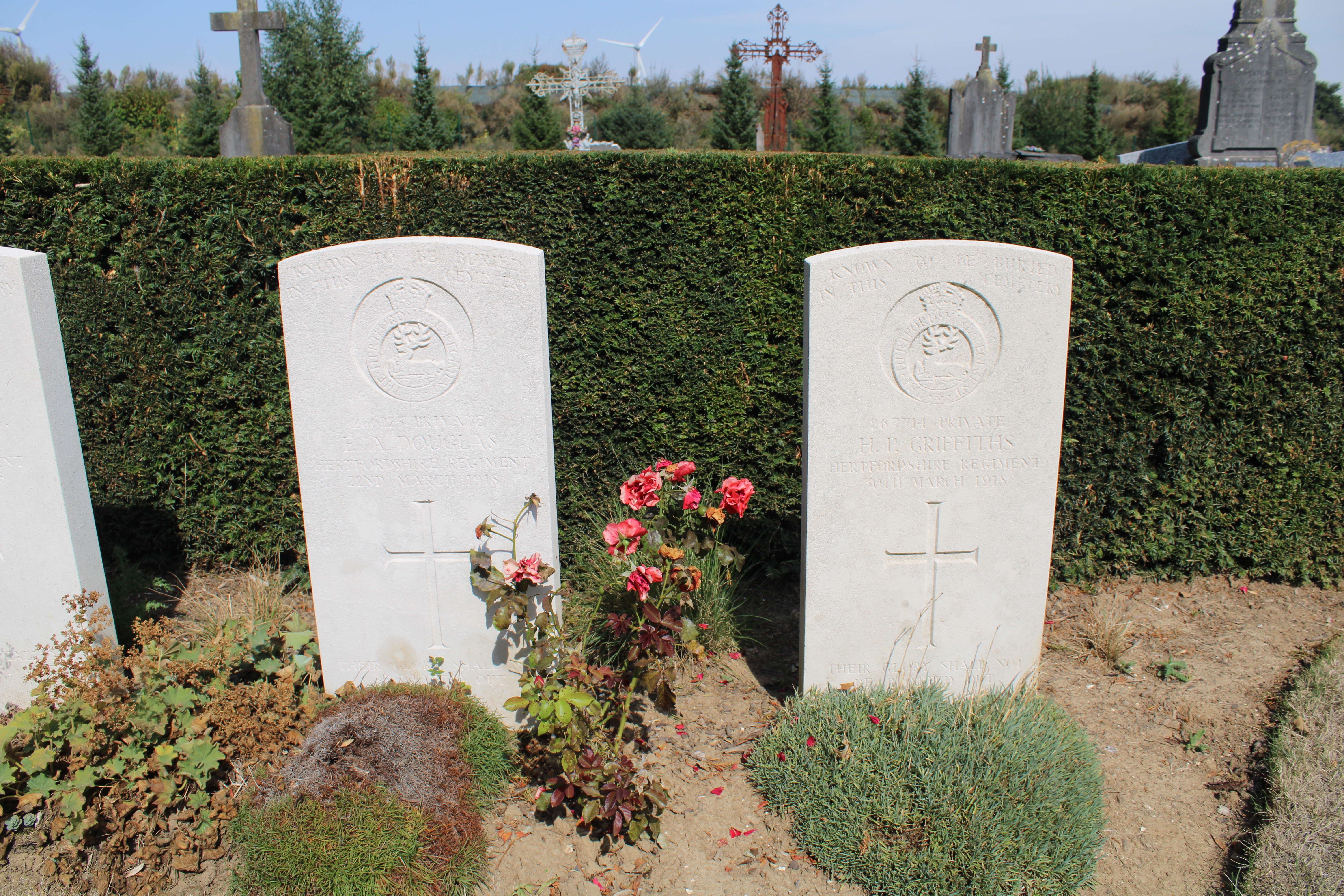
Tombes de deux soldats britanniques du Hertfordshire Regiment.